# Камени, Фрэнк
Франклин „Фрэнк“ Камени (англ. Franklin E. "Frank" Kameny, 21 мая 1925, Нью-Йорк, Нью-Йорк — 11 октября 2011[…], Вашингтон) — одна из самых значительных фигур в американском движении за права геев. В 1957 году, в период так называемой «лавандовой паники», Камени уволили из Картографической службы армии США за гомосексуальность, после чего он начал судебную тяжбу, чтобы вернуть себе работу. Дело дошло до Верховного суда, который отклонил его иск в 1961 году. Это был первый судебный иск, связанный с сексуальной ориентацией.
В августе 1961 года Камени вместе с Джеком Николсом основал вашингтонское отделение Матташинского общества, а затем организовал первые протесты геев и лесбиянок перед Белым домом 17 апреля 1965 года.
В 1971 году он стал первым открытым геем, баллотировавшимся в Конгресс США в качестве кандидата от округа Колумбия.
В середине 1970-х годов Камени стал первым геем-членом Комиссии по правам человека округа Колумбия. Он ветеран армии США, воевавший во Второй мировой войне.
Он умер в своём доме в Вашингтоне 11 октября 2011 года. Судмедэксперт определил, что причиной смерти стали естественные причины, вызванные атеросклерозом.

## Награды и признание

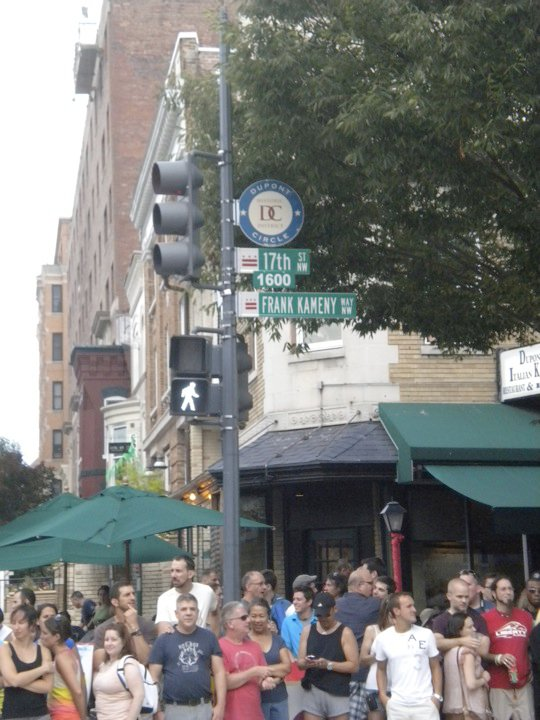
Фрэнк Камени-уэй (Frank Kameny Way) в Вашингтоне

В 2007 году Национальный музей американской истории, входящий в состав Смитсоновского института, включил плакаты протеста Камени, которые были вывешены перед Белым домом в 1965 году, в выставку «Сокровища американской истории». В 2006 году Библиотека Конгресса приняла более 70 000 документов и писем Камени, свидетельствующих о его жизни и деятельности. Эти документы будут доступны исследователям и учёным в Библиотеке Конгресса.
В феврале 2009 года Дом Камени в Вашингтоне был признан Комиссией по сохранению исторического наследия округа Колумбия историческим памятником округа Колумбия.
В июне 2010 года в его честь улица в Вашингтоне была названа Фрэнк Камени-уэй. О переименовании улицы официально объявил мэр Вашингтона Эдриан Фенти.
3 июля 2012 года Международный астрономический союз и Центр малых планет назвали астероид (40463) Фрэнккамени в честь Ф. Камени.